# Condado de Bilbao
El condado de Bilbao es un título nobiliario español concedido por la reina regente María Cristina de Habsburgo el 17 de septiembre de 1887 al político y militar Ignacio María Castillo y Gil de la Torre.

## Institución del condado
El título de conde de Bilbao con Grandeza de España fue instituido en la persona del general Ignacio María Castillo en 1887, cuando este fue cesado como ministro de la Guerra y en honor a su anterior trayectoria político-militar. 
El título recuerda el destacado papel que Ignacio María Castillo jugó durante la tercera guerra carlista. Fue el comandante militar de la plaza de Bilbao que logró resistir el asedio al que fue sometida la villa entre el 27 de diciembre de 1873 y el 2 de mayo de 1874 por parte de las tropas carlistas.

## Condes de Bilbao
|                                                                           | Titular                                                                   | Periodo                                                                   |
| Creación por María Cristina de Habsburgo-Lorena en nombre de Alfonso XIII | Creación por María Cristina de Habsburgo-Lorena en nombre de Alfonso XIII | Creación por María Cristina de Habsburgo-Lorena en nombre de Alfonso XIII |
| ------------------------------------------------------------------------- | ------------------------------------------------------------------------- | ------------------------------------------------------------------------- |
| I                                                                         | Ignacio María Castillo y Gil de la Torre                                  | 1887-1893                                                                 |
| II                                                                        | Joaquín Castillo y de la Torre                                            | 1899-1920                                                                 |
| III                                                                       | José María Castillo y Salazar                                             | 1921-1966                                                                 |
| IV                                                                        | Francisco Javier Castillo y Salazar                                       | 1966-¿?                                                                   |
| V                                                                         | Ignacio María Castillo y Allende                                          | 1987-2020                                                                 |
| VI                                                                        | Francisco Javier Castillo Lojendio                                        | 2021-actual titular                                                       |

## Historia de los condes de Bilbao
- Ignacio María Castillo y Gil de la Torre (1817-1893), I conde de Bilbao.[1]

Casó con María de la Torre y Ortiz. En 21 de agosto de 1899, le sucedió su hijo:
- Joaquín Castillo y de la Torre (1866-1920), II conde de Bilbao.[1]

Casó con María Joaquina de Salazar y Aguirre. En 21 de enero de 1921 sucedió su hijo:
- José María Castillo y Salazar (1894-¿?), III conde de Bilbao,[1] y gentilhombre grande de España con ejercicio y servidumbre del rey Alfonso XIII. En 22 de diciembre de 1966 sucedió su hermano:[1]

- Francisco Javier Castillo y Salazar IV conde de Bilbao.[1]

Casó con María de Allende y Bofill. En 28 de mayo de 1987 sucedió su hijo:
- Ignacio María Castillo y Allende (1942-Madrid, 30 de marzo de 2020),[2] V conde de Bilbao,[1] conde de la Torre de Cossío.

Casó con Ana María Lojendio y del Alcázar. En 2021 sucedió su hijo:
- Francisco Javier Castillo y Lojendio, VI conde de Bilbao.[1][3]